# Suchodolski Hrabia
Suchodolski Hrabia – polski herb hrabiowski, odmiana herbu Janina, nadany w Galicji.

## Opis herbu
Opis zgodnie z klasycznymi regułami blazonowania:
W polu czerwonym tarcza fioletowa ze skrajem złotym. Nad tarczą korona hrabiowska, nad którą hełm z klejnotem: pięć piór pawich. Labry czerwone, podbite złotem.

## Najwcześniejsze wzmianki
Nadany wraz z tytułem hrabiego (hoch- und wohlgeboren, graf von) 10 lipca 1800 w Galicji Wojciechowi Suchodolskiemu. Podstawą nadania był piastowany przez obdarowanego urząd kasztelana radomskiego i od 1790 roku szambelana królewskiego.

## Herbowni
Jedna rodzina herbownych (herb własny):
- graf von Suchodolski.